# 제8회 제주국제장애인인권영화제
제8회 제주국제장애인인권영화제는 2007년 11월 3일에 열린 시상식이다.

## 수상 및 후보

### 상영작
- 마이 스윗 네버랜드 - 한혜영
- 이런 벌레 같은-일본장애인자립생활의 선구자들 - 곤칙쇼제작위원회
- 여성장애인의 성, 사랑, 몸에 대한 이야기-LOVE STORY - 이옥선
- 목련홀
- 농아인의 생활백서 - 채지혜
- 베델 - 김병련
- 휠체어 숲으로 들어가다 - 윤동혁
- 39 파운드 오브 러브 - 다니 멘킨
- 경찰오토바이 오지 않던 날 - 전승일
- 침묵의 대화 - 김종관
- 몸에 대한 몇가지 시선-장애여성의 성과 사랑
- 사회가 만든 감옥
- 그래, 나 혼자 사는 거야! - 김이진희